# Cissus polyantha
Cissus polyantha är en vinväxtart som beskrevs av Gilg & Brandt. Cissus polyantha ingår i släktet Cissus och familjen vinväxter. Inga underarter finns listade i Catalogue of Life.